# Bathythrix lamina
Bathythrix lamina är en stekelart som först beskrevs av Thomson 1884.  Bathythrix lamina ingår i släktet Bathythrix och familjen brokparasitsteklar. Arten är reproducerande i Sverige. Inga underarter finns listade.